# 주니아타강

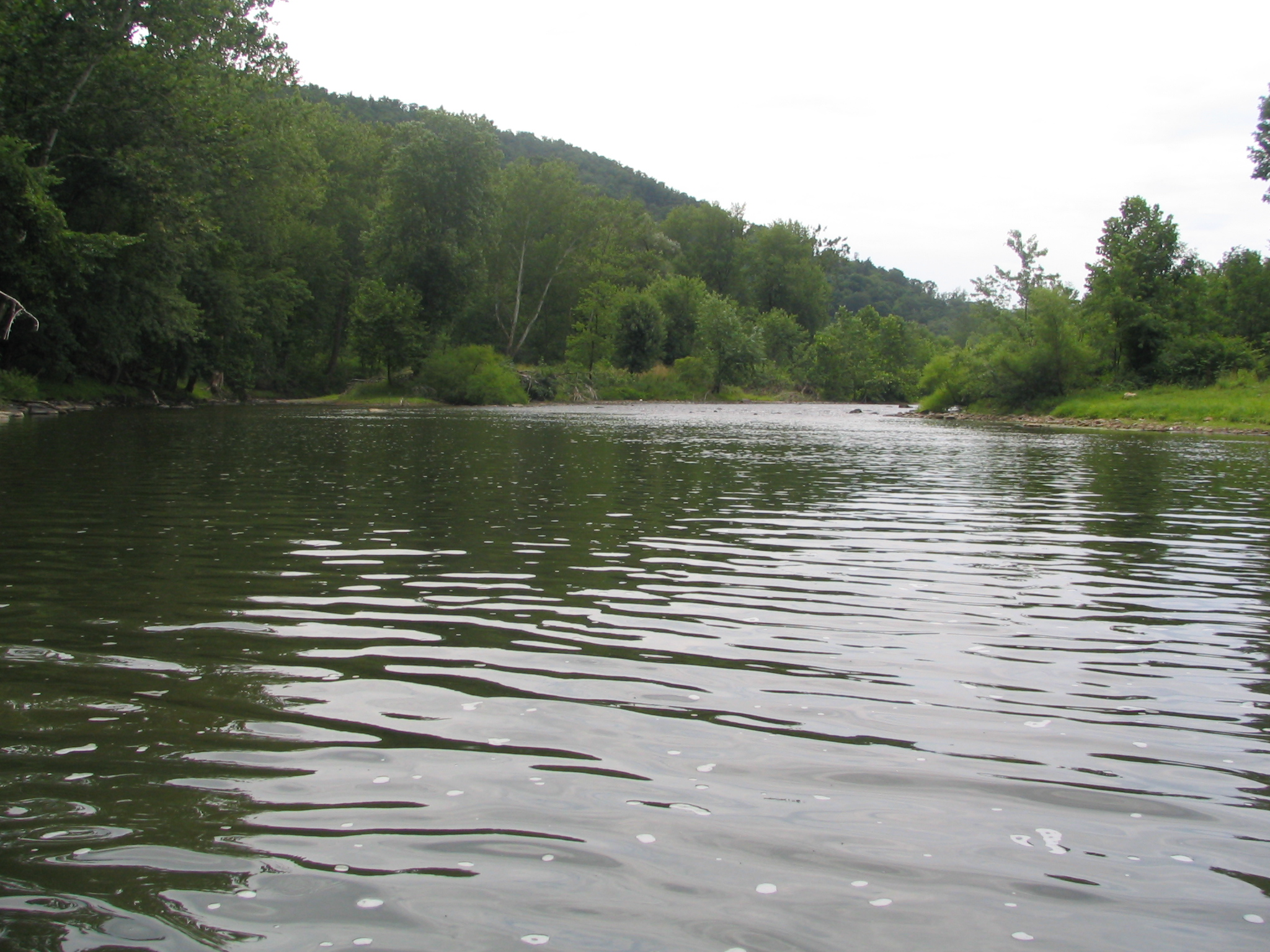
주니아타 강

주니아타강(Juniata River)은 서스쿼해나 강의 지류로, 펜실베이니아주를 흐른다. 강의 길이는 167km이다.